# Iwo-Eleru-Schädel

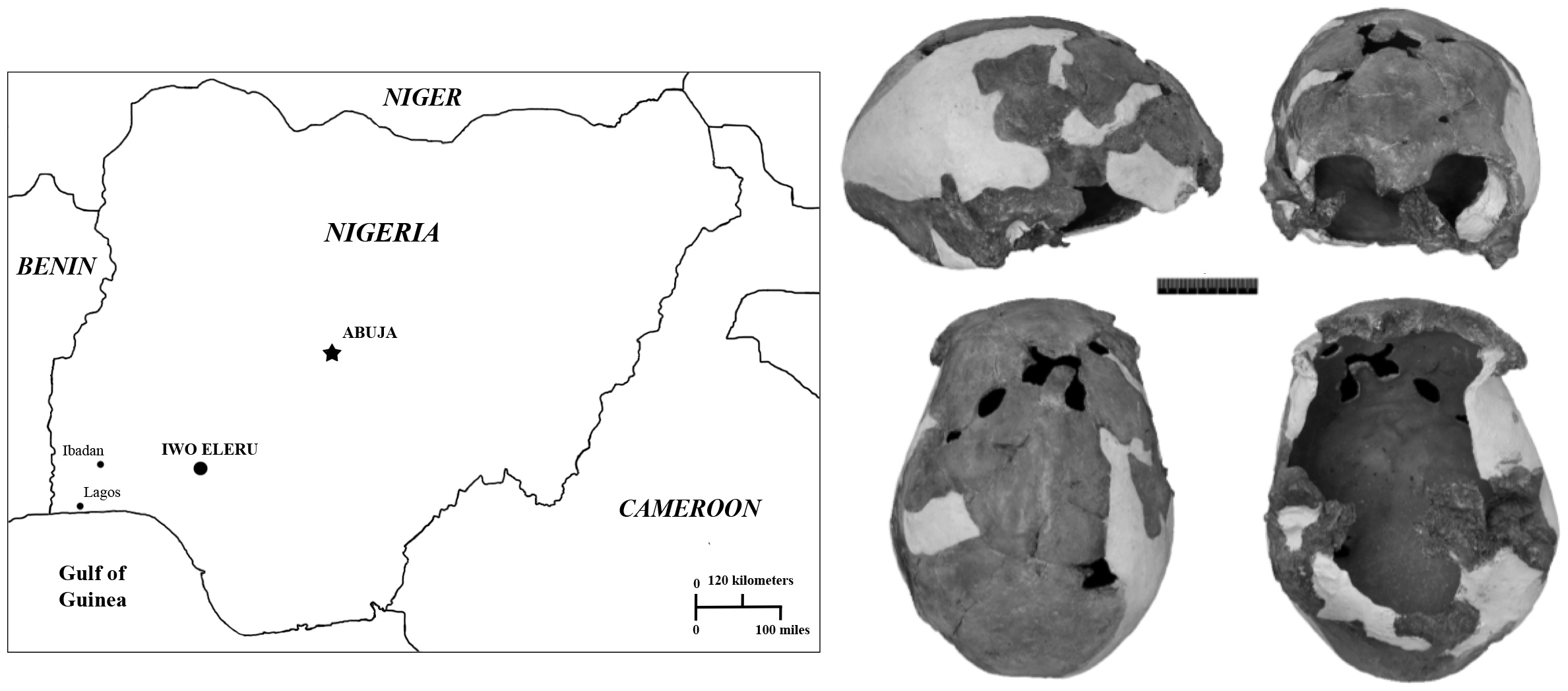
Karte von Nigeria mit Fundort (links unten)
Ansichten des Iwo-Eleru-Schädels (von links oben): seitlich, von vorn, von oben, von unten

Der Iwo-Eleru-Schädel (auch Iwo Eleru 1) ist ein archäologischer Fund, der in einer als Iwo Eleru bezeichneten Ausgrabungsstätte geborgen wurde. Der Fundplatz ist eine große Höhle – ein Abri – im Südwesten von Nigeria, im Bundesstaat Ondo, 24 km nordwestlich von Akure. Dort fanden ab 1965 Ausgrabungen statt, in deren Verlauf zehntausende Artefakte aus der Epoche des späten Later Stone Age geborgen wurden. Bedeutendster Fund war der Schädel eines erwachsenen Menschen (Homo sapiens), vermutlich der eines Mannes. Anhand von Holzkohlenresten, die im gleichen Fundhorizont lagen, wurde der Iwo-Eleru-Schädel in einer 1971 publizierten Studie auf ein Alter von fast 10.000 Jahren datiert. 2010 wurde diese Datierung korrigiert und nunmehr mit 11.200 ± 200 Jahren ausgewiesen. Der Tote war in der Höhle im Spalt zwischen zwei Felsblöcken abgelegt und mit einer dünnen Erdschicht bedeckt worden. Im Verlauf der Jahrtausende waren die Knochen des Körpers unterhalb seines Schädels weitgehend zerstört worden und daher für eine genaue Analyse nicht mehr geeignet. Jüngere Siedlungsspuren in der Höhle reichen bis in die Epoche um ca. 3500 Jahre vor heute.

## Merkmale
Aus den erhaltenen Fragmenten konnten das Schädeldach sowie der Unterkiefer rekonstruiert werden. Vom Oberkiefer liegen nur wenige Fragmente vor. Die erhaltenen Zähne liegen nicht mehr im Verband des Kiefers vor. Bereits in der Erstbeschreibung von 1971 sowie im Zusammenhang mit einer 1974 von Chris Stringer publizierten Studie war herausgestellt worden, dass der Schädel eine ungewöhnliche Kombination von Merkmalen des archaischen Homo sapiens und des anatomisch modernen Menschen aufweist. Insbesondere das Profil des Gesichts und der Bau des Schädeldachs erinnere an den weit über 100.000 Jahre alten Schädel Omo 2 aus Äthiopien und die als Homo soloensis bekannt gewordenen Homo erectus-Funde aus Java, ferner sei der Unterkiefer auffallend robust. Daher sei der Fund keiner heute lebenden afrikanischen Population zuzuordnen.
Im Jahr 2011 wurde diese Interpretation im Grundsatz bestätigt, die Datierung des Schädelfundes wurde jedoch neuerlich revidiert: Mit Hilfe einer Uran-Thorium-Datierung wurde für das Alter nunmehr eine Zeitspanne von 16.300 ± 500 bis 11.700 ± 1.700 Jahre vor heute berechnet. Ein umfassender Vergleich mit anderen – rezenten wie archaischen – Menschen-Schädeln ergab, dass der Iwo-Eleru-Schädel eine „intermediäre Gestalt zwischen archaischen Homininen (Neandertalern und Homo erectus) und modernen Menschen“ aufweist. Die Merkmale des Schädels liegen demnach außerhalb der Bandbreite für die Variabilität heute lebender Populationen des anatomisch modernen Menschen und ähneln am ehesten den rund 100.000 Jahre alten Schädelfunden aus der Skhul-Höhle und der Qafzeh-Höhle.

## Interpretation der Merkmale
Die in der Epoche vor 10.000 bis 15.000 Jahren unerwartete Kombination archaischer und moderner anatomischer Merkmale wird im Zusammenhang mit einer Analyse des Genoms von 500 Afrikanern erörtert. Diese Analyse hatte Hinweise darauf ergeben, dass es vor rund 35.000 Jahre in Afrika eine Vermischung von anatomisch modernen Menschen mit archaischen Verwandten gegeben haben könnte. Chris Stringer hält es für möglich, dass der Iwo-Eleru-Schädel ein Beleg für das langfristige Überleben einer Population des Homo sapiens ist, die sich bereits Jahrzehntausende zuvor von den Vorfahren der heute lebenden Menschen abgetrennt hatte. Auch Katerina Havarti interpretiert den Fund dahingehend, „dass die Evolution des modernen Menschen in Afrika ein vielschichtiger Vorgang war und dass Populationen archaischer Homininen oder ihre Gene länger in Afrika fortbestanden haben, als man bisher dachte.“ Diese Interpretationen wurden 2014 von einer weiteren, unabhängig durchgeführten Studie bestätigt; die Anatomie des Schädels verweise entweder auf eine genetische Vermischung mit archaischen Menschen oder auf das Überleben einer Population mit archaischen Schädel-Merkmalen bis ans Ende des Pleistozäns.

## Belege
1. 1 2  Don Brothwell und Thurstan Shaw: A Late Upper Pleistocene Proto-West African Negro from Nigeria. In: Man. New Series. Band 6, Nr. 2, 1971, S. 221–227, Einführung.
2. ↑  Phillip Allsworth-Jones et al.: The archaeological context of the Iwo Eleru cranium from Nigeria and preliminary results of new morphometric studies. In: P. Allsworth-Jones (Hrsg.): West African Archaeology. New developments, new perspectives. BAR, S2164. Archaeopress, S. 29–42, ISBN 978-1-4073-0708-4, Volltext mit zahlreichen Abbildungen.
3. ↑  Thurstan Shaw und S.G.H. Daniels: Excavations at Iwo Eleru, Ondo State, Nigeria. In:  West African Journal of Archaeology. Band 14, 1984, S. 1–269, Zusammenfassung.
4. ↑  Chris Stringer: Population relationships of later Pleistocene hominids: a multivariate study of available crania. In: Journal of Archaeological Science. Band 1, Nr. 4, 1974, S. 317–342, doi:10.1016/0305-4403(74)90051-X.
5. ↑  Katerina Harvati, Chris Stringer et al.: The Later Stone Age Calvaria from Iwo Eleru, Nigeria: Morphology and Chronology. In: PLOS ONE. Band 6, Nr. 9, 2011: e24024, doi:10.1371/journal.pone.0024024.
6. ↑  wörtlich: „Our analysis indicates that Iwo Eleru possesses neurocranial morphology intermediate in shape between archaic hominins (Neanderthals and Homo erectus) and modern humans. This morphology is outside the range of modern human variability […], and is most similar […] to the early anatomically modern specimens from Skhul and Qafzeh.“ Zitiert aus Harvati / Stringer et al.,  The Later Stone Age Calvaria from Iwo Eleru…
7. ↑  Michael F. Hammer et al.: Genetic evidence for archaic admixture in Africa. In: PNAS. Band 108, Nr. 37. 2011, S. 15123–15128, doi:10.1073/pnas.1109300108.
8. ↑  Skull points to a more complex human evolution in Africa. Auf: bbc.co.uk vom 16. September 2011.
9. ↑  Archaisches Erbe in modernen Frühmenschen. Auf: idw-online.de vom 16. September 2011.
10. ↑  Christopher M. Stojanowski: Iwo Eleru's place among Late Pleistocene and Early Holocene populations of North and East Africa. In: Journal of Human Evolution. Band 75, 2014, S. 80–89, doi:10.1016/j.jhevol.2014.02.018.

Koordinaten: 7° 26′ 30″ N, 5° 7′ 40″ O